# 普雷里鎮區 (伊利諾伊州漢考克縣)
普雷里鎮區（英語：Prairie Township）是位於美國伊利諾伊州漢考克縣的一個行政鎮區。

## 地方資料
根據2010年美國人口普查的數據，普雷里鎮區的面積為85.80平方千米，當中陸地面積為85.70平方千米，而水域面積為0.10平方千米。當地共有人口371人，而人口密度為每平方千米4.32人。